# Adipòcit

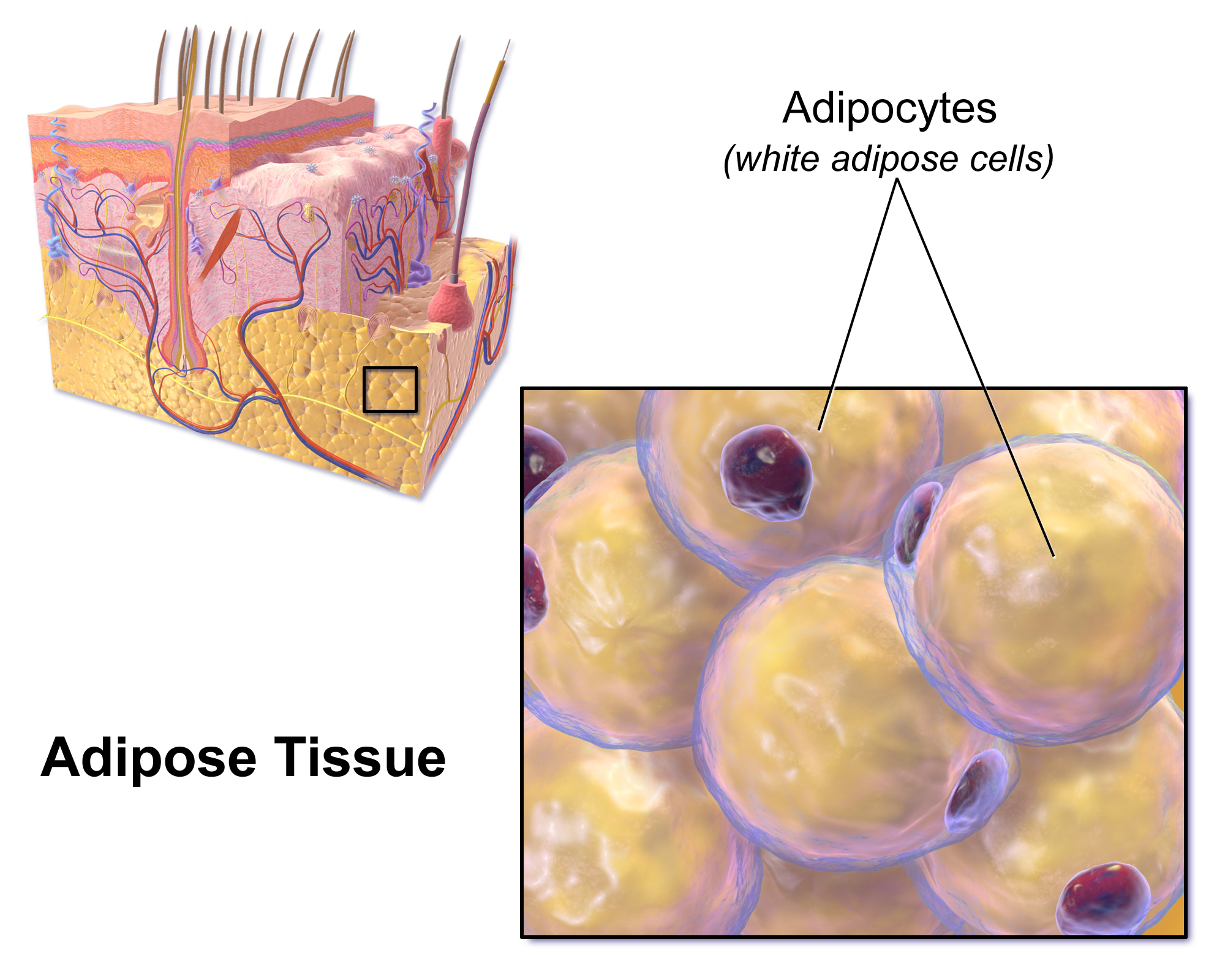
Adipòcit

Els adipòcits són les cèl·lules animals encarregades d'emmagatzemar el greix, i contenen la principal reserva energètica dels homeoterms. Tot i això, es troba en pràcticament tots els metazous.
En els vertebrats, els adipòcits es troben al teixit conjuntiu, especialment a la hipodermis.
Les cèl·lules adiposes o adipòcits són les cèl·lules que formen el teixit adipós. Són cèl·lules arrodonides, de 10 a 200 micres, amb un contingut lipídic que representa el 95% de la massa cel·lular i que forma l'element constitutiu del teixit gras. La seva característica fonamental és que emmagatzemen una gran quantitat de greixos (triglicèrids), que, en el cas dels adipòcits del teixit adipós blanc (el més abundant en l'organisme humà adult) s'agrupen formant una gran gota que ocupa la majoria de la cèl·lula, desplaçant a la resta d'orgànuls a la perifèria de la cèl·lula.

## Tipologia
Hi ha dos tipus de teixit adipós i, per tant, dos tipus d'adipòcits diferents que els formen:
- Adipòcits blancs: contenen una gran quantitat de lípids envoltats per un anell de citoplasma. El nucli és pla i es localitza a la perifèria. Contenen greix en un estat semilíquid, i composta principalment per triglicèrids i èsters de colesterol. Secreta resistina, adiponectina i leptina.

- Adipòcits marrons: tenen una característica forma poligonal, i a diferència dels adipòcits blancs tenen una gran quantitat de citoplasma amb fraccions disperses de lípids. El seu nucli és rodó, i encara que estigui lleugerament desplaçat del centre de la cèl·lula no es troba a la perifèria. El seu color marró s'origina per la gran quantitat de mitocòndries que posseeixen. Els éssers vius utilitzen el teixit adipós format per aquests adipòcits per mantenir la temperatura, tenint en compte els limfòcits del cos

## Èsser Humà
El nombre total i el volum mitjà dels adipòcits és més gran en la dona que en l'home. En l'adult normal, el nombre d'adipòcits és constant i les variacions de pes tenen lloc per variacions de la mida de les cèl·lules. El cos humà està constituït en un 15 a 20% per greix contingut en adipòcits. Quan les necessitats energètiques augmenten, l'organisme utilitza les reserves lipídiques dels adipòcits

## Origen
Encara que la seva creació encara no està totalment demostrada, existeixen cèl·lules anomenades preadipocitos, que són fibroblasts sense diferenciar que són estimulats per formar adipòcits
Les cèl·lules mesenquimàtiques poden formar adipòcits, teixit connectiu, muscular i ossi.

## Histogènesi
A partir del cinquè mes de vida fetal:
- Cèl·lules mesenquimàtiques multipotents. Es localitzen al voltant de les vènules. Es divideixen en adipoblasts.

- Adipoblasts. Proliferen i en determinat moment es divideixen en preadipocitos.

- Preadipòcits. Contenen marcadors primerencs d'adipòcits (lipoproteïnes lipasa). Encara no acumulen triacilglicerols. Es divideixen en adipòcits immadurs.

- Adipòcits immadurs. Capaços de sintetitzar i degragadar TAG. Acumulen quantitats creixents de gotes lipídiques augmentant de grandària i fusionant. El nucli és cada vegada més excèntric. Es divideixen en adipòcits madurs. Adipòcits madurs. La diferència depèn de la presència d'hormones. No posseeixen la capacitat de dividir-se.